# L'Enjôleuse
Pour plus de détails, voir Fiche technique et Distribution.
L'Enjôleuse (El bruto) est un film mexicain de Luis Buñuel, sorti en 1953.

## Synopsis
Cabrera, riche propriétaire, cherche à vendre son immeuble qu'il loue. Il doit procéder à des expulsions, mais les locataires, aux conditions de vie précaires, se révoltent. Cabrera fait alors appel à Pedro, dit "La Brute", un employé aux abattoirs, homme rustre et costaud, chargé de les effrayer. Cabrera lui demande de quitter son travail et l'installe chez lui. Paloma, la jeune femme de Cabrera ne tarde pas à tomber sous le charme viril de Pedro. Un soir, Pedro frappe l'un des locataires, qui, déjà malade, meurt peu après. Bientôt repéré, Pedro est pourchassé par les locataires furieux. Il se réfugie chez une jeune fille, Meche. Ni Meche, ni Pedro ne font le rapprochement avec l'homme que Pedro a tué, qui s'avère être le père de la jeune fille.

## Fiche technique
- Titre original : El bruto
- Titre français : L'Enjôleuse
- Réalisation : Luis Buñuel
- Réalisateur assistant : Ignacio Villareal
- Scénario : Luis Buñuel, Luis Alcoriza
- Producteurs : Gabriel Castro, Oscar Dancigers, Sergio Kogan
- Directeur de production : Fidel Pizarro
- Direction artistique : Gunther Gerszo, Roberto Silva
- Directeur de la Photographie : Agustín Jiménez
- Ingénieur du son : Javier Mateos
- Langue : espagnol
- Musique : Raúl Lavista
- Montage : Jorge Bustos
- Format : 1,37: 1 - Noir et blanc - Son Mono
- Durée : 81 minutes
- Sortie :  Mexique : 5 février 1953 ;  France : 14 août 1953

## Distribution
- Pedro Armendáriz : Pedro, dit "La Brute"
- Katy Jurado : Paloma
- Rosa Arenas : Meche
- Andrés Soler : Andrés Cabrera
- Roberto Meyer : Carmelo González
- Beatriz Ramos : Doña Marta
- Paco Martínez : Don Pepe
- Gloria Mestre : María
- Paz Villegas : La mère de María
- José Muñoz : Lencho Ruíz
- Diana Ochoa : La femme de Lencho
- Ignacio Villalbazo : Le frère de María
- Jaime Fernández : Julián García
- Raquel García : Doña Enriqueta
- Lupe Carriles : La femme de ménage
- Guillermo Bravo Sosa : El Cojo